# Renata do Posto
Renata Campos Mello, conhecida como Renata do Posto (Três Rios, 21 de novembro de 1979) é uma política brasileira, filiada ao Partido Trabalhista Brasileiro (PTB).
Foi vice-prefeita de Magé entre 2004 e 2006, no primeiro mandato de Núbia Cozzolino como prefeita.
Eleita deputada estadual pelo estado do Rio de Janeiro, foi cassada pela Assembleia Legislativa do Estado do Rio de Janeiro (ALERJ) por corrupção. É sobrinha do ex-prefeito de Guapimirim, Nelson do Posto.
Em março de 2009, seu pai Renato do Posto foi assassinado a tiros em Guapimirim.